# Episodi di Poltergeist (quarta stagione)
La quarta e ultima stagione della serie televisiva Poltergeist, composta da 22 episodi, è andata in onda su Sci Fi Channel dal 19 marzo 1999 al 12 novembre 1999.
In Italia è stata trasmessa da TMC2.
| nº | Titolo originale                 | Titolo italiano | Prima TV USA      | Prima TV Italia |
| -- | -------------------------------- | --------------- | ----------------- | --------------- |
| 1  | Song of the Raven                |                 | 19 marzo 1999     |                 |
| 2  | Bird of Prey                     |                 | 26 marzo 1999     |                 |
| 3  | Vendetta                         |                 | 2 aprile 1999     |                 |
| 4  | The Painting                     |                 | 9 aprile 1999     |                 |
| 5  | The Possession                   |                 | 16 aprile 1999    |                 |
| 6  | The Traitor                      |                 | 23 aprile 1999    |                 |
| 7  | Double Cross                     |                 | 30 aprile 1999    |                 |
| 8  | Brothers Keeper                  |                 | 4 giugno 1999     |                 |
| 9  | Initiation                       |                 | 11 giugno 1999    |                 |
| 10 | Wishful Thinking                 |                 | 18 giugno 1999    |                 |
| 11 | Still Waters                     |                 | 25 giugno 1999    |                 |
| 12 | Unholy Congress                  |                 | 30 luglio 1999    |                 |
| 13 | Sacrifice                        |                 | 6 agosto 1999     |                 |
| 14 | She's Got the Devil in Her Heart |                 | 20 agosto 1999    |                 |
| 15 | Body and Soul                    |                 | 27 agosto 1999    |                 |
| 16 | Forget Me Not                    |                 | 10 settembre 1999 |                 |
| 17 | The Portents                     |                 | 17 settembre 1999 |                 |
| 18 | Gaslight                         |                 | 24 settembre 1999 |                 |
| 19 | Sabbath's End                    |                 | 1º ottobre 1999   |                 |
| 20 | Mephisto Strain                  |                 | 8 ottobre 1999    |                 |
| 21 | Infernal Affairs                 |                 | 5 novembre 1999   |                 |
| 22 | The Beast Within                 |                 | 12 novembre 1999  |                 |